# Carmen Summa
Carmela Summa, detta Carmen (Baragiano, 23 aprile 1959), è un'ex calciatrice italiana di ruolo difensore.
Dopo le esperienze con il Crisci Potenza e la Salernitana, ha giocato in Serie A e vinto lo scudetto con la Jolly Catania. Ha giocato anche in Serie B con il Catania '80. Nel 1988-1989 è al Modena.

## Palmarès
- Campionato italiano: 1

Jolly Catania: 1978